# Вележев, Сергей Георгиевич
Сергей Георгиевич Вележев (1885, деревня Ксихонка (ныне Задонского района Воронежской области), Российская империя — 1972, Москва, РСФСР) — советский разведчик в Китае.

## Биография
Сергей Вележев родился в семье священника. Учился в Горном институте в Петербурге, работал учителем. Член РСДРП с 1905. Участник Первой мировой войны, прапорщик. В 1917—1918 состоял в организации объединённых социал-демократов (интернационалистов).
С августа 1917 помощник командующего Омского военного округа. В апреле 1918 был кооптирован в состав Центрального исполнительного комитета Советов Сибири, член коллегии Сибирского военного комиссариата, в том же году вступил в РКП(б). С октября 1918 по апрель 1919 находился в плену у японских интервентов. С октября 1919 воевал в партизанском отряде, действовавшем в районе Хабаровска, командир эскадрона разведки. С апреля 1920 начальник штаба Хабаровского (Дальневосточного) фронта, затем член военного совета Амурского фронта. В 1921 комиссар Оперативного управления, начальник разведывательного управления штаба помощника главкома по Сибири.
В 1923—1929 помощник начальника ИНО ОГПУ, при этом в 1924 член комиссии по возвращению судов бывшей врангелевской эскадры из Французской военно-морской базы Бизерте в Тунисе, в 1925—1927 главный резидент ИНО в Китае под фамилией Ведерников и под прикрытием должности атташе полпредства СССР в Пекине и генерального консульства в Ханькоу. Куратор Блюмкина. В апреле-ноябре 1929 начальник Главного управления пограничной охраны и войск ОГПУ.
С 1930 года Сергей Георгиевич Вележев трудился в аппарате ЦК ВКП(б). В 1931—1933 слушатель Промышленной академии, в 1934—1937 директор Киевского завода «Арсенал», на другой хозяйственной работе. Член ЦИК УССР в 1935—1937. В годы Великой Отечественной войны работал в системе Народного комиссариата цветной металлургии, с 1948 инженер Главвольфрамрудмета. С 1957 персональный пенсионер.
Урна с прахом захоронена в колумбарии Новодевичьего кладбища.